# Birgit Strecke
Birgit Strecke (* 1. Juli 1960 in Gelsenkirchen)  ist eine ehemalige deutsche Bahnradsportlerin.
1983 sowie 1987 wurde Birgit Strecke deutsche Vize-Meisterin im Sprint. Im Jahre 1984 errang sie den Meistertitel.
Heute führt Birgit Strecke, verheiratete Zurhausen, ein Sportmanagement-Unternehmen in Gladbeck, das unter anderem auch Radrennen organisiert, sowie ein Schreibbüro. (Stand 2014) Ein von ihrer Event-Firma geplantes Sechstagerennen, das 2011 in Herne in einem großen rosafarbenen Zelt stattfinden sollte, kam aufgrund von Differenzen mit der dortigen Stadtverwaltung nicht zustande.